# Alyxia nathoi
Alyxia nathoi är en oleanderväxtart som beskrevs av T.D. Ly. Alyxia nathoi ingår i släktet Alyxia och familjen oleanderväxter. Inga underarter finns listade i Catalogue of Life.